# 荒澤屋旅館
荒澤屋旅館（あらさわやりょかん）は、東京都西多摩郡奥多摩町氷川にある1908年（明治41年）創業の老舗旅館である。

## 概要
囲炉裏を囲んで昔話が聞ける宿として知られる、創業100年を数える老舗旅館。温泉は、奥多摩湖の湖底から鶴の湯温泉を引いている。利き酒師である、若女将がすすめる、日本酒と料理のペアリングが楽しめる。
一階では、居酒屋「炉ばた　あかべこ」も営業している。